# 'Til Tomorrow
"'Til Tomorrow" is een promosingle van  Marvin Gaye. Het nummer werd als tweede uitgebracht van het album Midnight Love.

## Achtergrond
Het lied werd uitgegeven als een promotionele single, voornamelijk voor R&B-radio. Gaye was gedurende deze tijd druk bezig met de voorbereidingen voor zijn aankomende "Sexual Healing"-tour, die plaatsvond in april 1983. Vanwege de sterke airplay piekte het nummer op nummer achtenzeventig op de Amerikaanse R&B-hitlijst. Platenmaatschappij Columbia Records had echter geen plannen om het nummer uit te brengen als officiële single, dus verdere hitlijsten heeft het nummer niet gehaald.

## Personeel
- Vocalist:  Marvin Gaye
- Synthesizers: Marvin Gaye:
- Gitaar, basgitaar, drums: Gordon Banks
- Tenorsaxofoon: Bobby Stern